# خطوط أتلانتيك ساوث إيست الجوية الرحلة 2311
خطوط أتلانتيك ساوث إيست الجوية الرحلة 2311 كانت رحلة ركاب مجدولة بانتظام في جورجيا في جنوب شرق الولايات المتحدة، من مطار هارتسفيلد-جاكسون أتلانتا الدولي إلى غلينكو جيتبورت (أعيدت تسميته منذ ذلك الحين إلى مطار برونزويك جولدن آيلز) في برونزويك في 5 أبريل1991.
تحطمت الرحلة بعد ظهر يوم الجمعة، التي كانت تُسير طائرة من طراز إمبراير اي إم بي 120RT برازيليا ذات محرك توربيني مزدوج، شمال برونزويك مباشرة أثناء اقترابها من المطار للهبوط. وقُتل جميع ركاب الطائرة البالغ عددهم 23 شخصًا، بمن فيهم رائد الفضاء سوني كارتر والسيناتور الأمريكي السابق جون تاور.
وبعد أربع سنوات، تحطمت طائرة أخرى من طراز إمبراير برازيليا لخطوط أتلانتيك ساوث إيست الجوية في ريف جورجيا في ظروف مماثلة، مما أدى إلى مقتل تسعة أشخاص.

## الطائرة
الطائرة المشاركة في الحادث كانت من طراز إمبراير إي إم بي 120 برازيليا (رقم التسجيل N270AS)، صُنعت في 30 نوفمبر 1990. وهي مجهزة بمحركين من طراز برات آند ويتني PW-118 ومراوح هاميلتون ستاندرد 14RF-9. حصلت على شهادة صلاحية الطيران القياسية الأمريكية في 20 ديسمبر. في الخدمة لمدة تقل عن أربعة أشهر، سجلت الطائرة حوالي 816 ساعة طيران و845 دورة قبل وقوع الحادث.:6
أُشير إلى عنصر صيانة مؤجل واحد فقط في سجلات الصيانة، بسبب تسرب الوقود من غطاء وحدة الطاقة المساعدة (APU). سُحب قاطع الدائرة الكهربائية الخاص بوحدة الطاقة المساعدة بينما يمكن توفير قطع الغيار لإصلاح القلنسوة. :6ولأنها لم تكن مطلوبة في ذلك الوقت، لم يكن لدى الطائرة مسجل صوت قمرة القيادة أو مسجل بيانات الرحلة.:8

## طاقم الطيران
عينت خطوط أتلانتيك ساوث إيست الجوية الكابتن مارك فريدلاين، البالغ من العمر 34 عامًا، من قبل قبل عشر سنوات في مايو 1981، وكان مؤهلًا تمامًا لقيادة ثلاث طائرات تجارية مختلفة، بما في ذلك الطائرة إي إم بي 120. في وقت وقوع الحادث، كان قد جمع ما يقدر بـ 11,724 ساعة طيران إجمالية، منها 5,720 ساعة في الطائرة إي إم بي 120. شاركت شركة فريدلاين في تطوير الطائرة إي إم بي 120، وإدخالها للخدمة في الولايات المتحدة، وتم تدريبها على قيادة الطائرة من قبل الشركة المصنعة. وصف أحد المفتشين معرفته بأنظمة الطائرات بأنها «واسعة النطاق»، وتقنياته التجريبية بأنها "ممتازة".:5
عينت خطوط أتلانتيك ساوث إيست الجوية الضابط الأول هانك جونستون، البالغ من العمر 36 عامًا، في يونيو 1988، وكان مدرب طيران مؤهل. ونظرًا لمرور أكثر من ستة أشهر منذ خضوعه لفحص طبي من إدارة الطيران الفيدرالية وإصدار شهادة من الدرجة الأولى، فقد نزل تلقائيًا إلى شهادة من الدرجة الثانية، وهي شهادة كافية لمهامه ضابطًا أولًا. في وقت وقوع الحادث، كان جونستون قد جمع حوالي 3925 ساعة طيران، منها 2795 ساعة في الطائرة إي إم بي-120.:5

## الحادثة

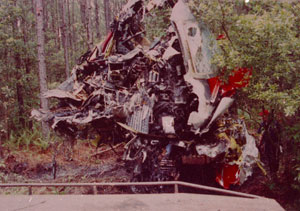
حطام الطائرة في موقع التحطم

في صباح يوم الحادث، وصل القبطان والضابط الأول إلى مطار دوثان الإقليمي بسيارة أجرة حوالي الساعة 06:15 بالتوقيت الشرقي. أفاد سائق سيارة الأجرة أن الطاقم كان في حالة معنوية جيدة وشارك في المحادثة بسهولة.:1طار الطاقم أولاً إلى أتلانتا، ثم أكمل رحلة ذهابًا وإيابًا إلى مونتغمري بولاية ألاباما، قبل العودة إلى أتلانتا. :1–2بعد هذه الرحلة ذهابًا وإيابًا، حصل الطاقم على استراحة لمدة ساعتين ونصف تقريبًا، حيث وُصِفوا بأنهم حصلوا على راحة جيدة وتحدثوا. :2
كان من المقرر في البداية تشغيل الرحلة 2311 بواسطة N228AS، وهي طائرة أخرى من طراز إي إم بي-120. واجهت هذه الطائرة مشاكل ميكانيكية، لذلك حُولت الرحلة إلى N270AS. وقد حلقت هذه الطائرة أربع مرات بالفعل في يوم وقوع الحادث، دون أي تقارير عن أي مشاكل. غادرت N270AS أتلانتا، مستخدمة رحلة خطوط أتلانتيك ساوث إيست الجوية رقم 2311، الساعة 13:47، أي 23 دقيقة عن الموعد المحدد.:2
انحرفت الرحلة 2311 قليلاً عن مسار رحلتها إلى برونزويك لتجنب سوء الأحوال الجوية. بعد الساعة 14:48 بقليل، اعترف طاقم الطائرة لمركز مراقبة حركة المرور على الطريق الجوي في جاكسونفيل بأن المطار كان على مرمى البصر، وافق المركز لاحقًا على للاقتراب المرئي من جلينكو جيتبورت على المدرج 7 للرحلة 2311، وهو ما اعترف به طاقم الرحلة.:2
آخر إرسال تم تلقيه من الرحلة 2311 كان إلى مدير خطوط أتلانتيك ساوث إيست الجوية في المطار، الذي أبلغ أن الرحلة أجرت «مكالمة داخل النطاق» على تردد راديو الشركة، وأن الطيار لم يشر البتة إلى أن الرحلة تواجه مشاكل ميكانيكية. وأفاد شهود عيان أنهم رأوا الطائرة تقترب من المطار في ظروف جوية مرئية على ارتفاع أقل بكثير من المعتاد. قدر العديد من الشهود أن الطائرة حلقت فوقهم على ارتفاع يتراوح بين 30 إلى 60 متر فوق الأرض.:2
وفقا لمعظم الشهود الذين تمت مقابلتهم، انقلبت الطائرة فجأة إلى اليسار حتى أصبح جناحاها متعامدين على الأرض. ثم هبطت الطائرة في وضعية منخفضة واختفت عن الأنظار خلف الأشجار بالقرب من المطار. أخبر أحد الشهود المحققين أنهم رأوا نفخة من الدخان تنبعث من الطائرة قبل أو بعد تدحرج الطائرة إلى اليسار. أبلغ آخرون عن أصوات عالية للمحرك وُصفت بأنها صرير أو أنين أو سرعة زائدة أو تسارع للمحرك خلال اللحظات الأخيرة من الرحلة، على الرغم من أنهم قالوا إن هذه الضوضاء تبدو وكأنها توقفت، أو على الأقل تلاشت قبل اصطدام الطائرة بأرض مسطحة على بعد ميلين من المدرج.:2
أفاد أحد الشهود الذين قابلهم المجلس الوطني لسلامة النقل، وهو طيار يقود سيارته على طريق جنوب غرب المطار، للمحققين إنه شاهد الطائرة في رحلة عادية على ارتفاعات عادية، وأنه يعتقد أن الاقتراب لم يكن غير طبيعي. أكملت الطائرة استدارة بمقدار 180 درجة من جهة اتجاه الرياح للاقتراب واستمرت في الدوران. ثم لاحظ أن الطائرة بدأت في التأرجح قليلاً، تلاها ميل إلى اليسار حتى أصبحت أجنحتها عمودية. بعد ذلك، انقلبت الطائرة بمقدمتها نحو الأسفل واصطدمت بالأرض. لم ير الشاهد أي علامات على نشوب حريق أو وجود دخان أثناء الرحلة، واعتقد أن المروحتين كانتا تدوران.:2

## التحقيق

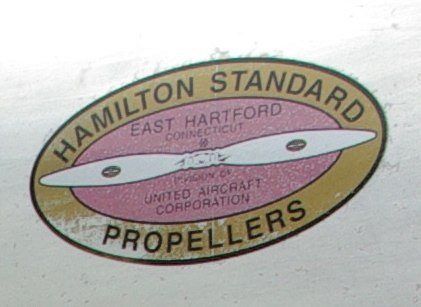
شعار شركة هاميلتون ستاندرد التي صنعت وحدة التحكم بالمروحة المعيبة

توصل تحقيق أجراه المجلس الوطني لسلامة النقل (NTSB) في البداية إلى أن خللًا في أسطح التحكم في الطيران، بما في ذلك الدفة أو الجنيحات الصلبة أو اللوحات غير المتماثلة، لا يمكن أن يكون سببًا في وقوع الحادث، بعد أن تمكن العديد من الطيارين في أجهزة المحاكاة من الحفاظ على الطائرة تحت السيطرة. استبعد أيضًا عطل المحرك من خلال الفحص التفصيلي للمحركين. ووجد المحققون أن «ظروف هذا الحادث تشير إلى أن حالة الدفع الشديدة غير المتماثلة تسببت في لفة يسارية أدت إلى فقدان السيطرة على الطائرة. وقد فحص تحقيق المجلس الوطني لسلامة النقل جميع الأحداث المحتملة التي يمكن أن تسبب فقدان السيطرة. وأظهرت فحوصات المروحة أن المحركات كانت تعمل بشكل طبيعي، ولكن حدث عطل في نظام المروحة»،:30–31مما سمح بتوجيه زوايا المروحة اليسرى بشكل عمودي تقريبًا على اتجاه الرحلة، مما أدى إلى عدم كفاية الدفع وزيادة السحب على الجانب الأيسر.
أجرى المجلس الوطني لسلامة النقل رحلة تجريبية في طائرة إي إم بي-120 مع ضبط المحرك الأيسر على آلية التحكم في المروحة على حالة ميكانيكية مماثلة، ولكنه يمنع شفرات المروحة من التحرك أقل من 22 درجة حتى لا تعرض طاقم الرحلة للخطر. تبين أن طاقم الرحلة غير قادر على إدراك أي مشكلة في الطائرة حتى أصبحت زاوية شفرة المروحة بين 24 و26 درجة. وذكروا أن الطائرة «أصبح التحكم فيها صعبًا للغاية، بمجرد وصول المروحة إلى نقطة التوقف عند 22 درجة. بناءً على ذلك، يعتبر من المرجح أن طياري الرحلة 2311 لم يكتشفوا المشكلة في الطائرة حتى بدأت المروحة في الحركة بسرعة زائدة، مما تسبب في تأثير على التحكم في التدحرج.» "وبالتالي، لم يكن طاقم الطائرة قادرًا على إعلان حالة الطوارئ، لأن الحدث كان مفاجئًا للغاية. ارتفعت شفرات المروحة اليسرى للمحرك للطائرة المحطمة إلى 3 درجات بدلاً من 79.2 درجة المطلوبة لتقويم المروحة.
التقرير النهائي للمجلس الوطني لسلامة النقل، على الرغم من اعترافه بأن ممارسات خطوط أتلانتيك ساوث إيست الجوية المتمثلة في إرهاق الطيارين في العمل (لم يتلق الطيارون سوى ما يقدر بـ 5 إلى 6 ساعات من النوم في انتهاك لوائح الطيران الفيدرالية) لم تلعب دورًا مباشرًا في الحادث، إلا أنه لا يزال يثير مخاوف من أن شركة الطيران، إلى جانب مع شركات الطيران الأخرى، «جدولت فترات راحة مخفضة لحوالي 60 بالمائة من حالات التوقف في عملياتها اليومية. ويعتقد المجلس الوطني لسلامة النقل أن هذه الممارسة لا تتوافق مع مستوى السلامة المقصود في اللوائح، والذي يسمح بخفض فترات الراحة حالةً طارئةً لاضطراب الجدول الزمني، ولها القدرة على التأثير سلبا على لياقة الطيار وأدائه.»

### السبب المحتمل
في 28 أبريل 1992، نشر المجلس الوطني لسلامة النقل تقريره النهائي عن الحادث، بما في ذلك تحديد سبب الحادث:
قرر المجلس الوطني لسلامة النقل أن السبب المحتمل لهذا الحادث هو فقدان السيطرة أثناء الطيران نتيجة لخلل في وحدة التحكم في مروحة المحرك اليسرى، وهذا أدى إلى سماح زوايا شفرة المروحة بالذهاب إلى ما دون وضع خمول الرحلة. ساهم في وقوع الحادث تصميم شركة هاميلتون ستاندرد الناقص لوحدة التحكم في المروحة وموافقة إدارة الطيران الفيدرالية على التصميم. لم يُقيّم التصميم وضع الفشل الذي حدث أثناء هذه الرحلة بشكل صحيح، مما أدى إلى حركة غير مرغوب فيها وغير قابلة للتصحيح لشفرات المروحة اليسرى للطائرة، حيث تجاوزت هذه الشفرات وضع خمول الرحلة.:42

## الركاب
كان على متن الطائرة 20 راكبًا. ومن بينهم السيناتور الأمريكي السابق جون تاور من تكساس (رئيس لجنة البرج لقضية إيران-كونترا) ورائد الفضاء مانلي "سوني" كارتر. توفي جميع الركاب وأفراد الطاقم البالغ عددهم 23 في الحادث.

## تصوير في وسائل الإعلام
قدمت قناة ديسكفري كندا / المسلسل التلفزيوني ناشيونال جيوغرافيك ماي داي (وتسمى أيضًا تحقيقات الكوارث الجوية أو الطوارئ الجوية أو الكوارث الجوية) الحادث في حلقة عام 2016 بعنوان «تأثير حاد».

## روابط خارجية
تفاصيل الحدث  في شبكة سلامة الطيرانقالب:Aviation incidents and accidents in the United States in the 1990s